# Saint-Ouen-l'Aumône
Saint-Ouen-l'Aumône è un comune francese di 23 747 abitanti situato nel dipartimento della Val-d'Oise nella regione dell'Île-de-France.

## Sport
La locale squadra di football americano, i Cougars de Saint-Ouen-l'Aumône, ha vinto due Caschi di Diamante.

## Società

### Evoluzione demografica
Abitanti censiti